# 片山雄貴
片山 雄貴（かたやま ゆうき、1986年4月6日 - ）は、日本のバラエティ番組を中心としたディレクターである。香川県出身。ガスコイン・カンパニーに所属。

## 担当番組

### バラエティ番組
- VS嵐（フジテレビ）
- ゲームセンターCX（2010年 - 、フジテレビONE）- 9代目AD
- 人狼〜嘘つきは誰だ?〜（2013年、フジテレビ）- 第1回から第4回までAD
- いただきハイジャンプ（2015年 - 、フジテレビ）

### 単発・特別番組
- ゲームセンターCX 年末だからゲームを語ろう2009（2009年、フジテレビ）
- お笑い芸人どっきり王座決定戦スペシャル（2010年、フジテレビ）
- 大阪ゲームショウ2010夏（2010年、毎日放送）
- 大阪ゲームショウ2011冬（2011年、毎日放送）
- オールスター芸能人どっきり王座決定戦スペシャル（2011年、フジテレビ）
- 大阪ゲームショウ2011春（2011年、毎日放送）
- 現金王～キャッシュキング～（2012年、フジテレビ）
- キタノ工務店（2014年、フジテレビ）
- こたつDE嵐（2014年、フジテレビ）